# Acordos de Roboré
Os Acordos de Roboré foram tratados polêmicos celebrados entre Brasil e Bolívia, em 29 de março de 1958. São compostos de 31 documentos, sendo 10 convênios, 11 protocolos e 10 notas reversais, que tratam de assuntos como a exploração do petróleo da Bolívia; a ferrovia Corumbá—Santa Cruz de la Sierra, cujo último trecho havia sido inaugurado em janeiro de 1955; e a circulação de mercadorias bolivianas.
Os Acordos de Roboré foram atualizações do Tratado de 1938, assinado pelos dois países quando, no Brasil, não havia a Petrobrás, e, na Bolívia, como reação à derrota na Guerra do Chaco, as concessões da Standard Oil Co. foram retiradas e se criou a empresa estatal YPFB. Para o governo da Bolívia, a aproximação com o Brasil era necessária com vistas a evitar que outros vizinhos usurpassem ainda mais a soberania boliviana, cujo território foi diminuindo pela voracidade dos países fronteiriços, numa série de conflitos ocorridos desde o século XIX.
Quando José Carlos de Macedo Soares e Manuel Barrua Pelaéz, chanceleres de Brasil e Bolívia, respectivamente, assinaram esses acordos, os dois vizinhos estavam retomando um tratado acertado 20 anos antes, em 1938, que, apesar do tempo, não saiu do papel.
Em 1938, o tratado previa prospecção e sondagem em território boliviano, numa parceria entre empresas brasileiras e bolivianas, em sociedades de capital misto. Somente em nota reversal de 1952, porém, estabeleceu-se a área precisa para exploração: 32.000 km2. No governo Café Filho, entendendo que o Brasil não cumpriria a sua parte, o Presidente Paz Estenssoro cobrou uma posição do país, pedindo que o governo brasileiro abrisse mão da área delimitada para que a Bolívia a explorasse (ou entregasse a quem o quisesse). Ao assumir o ministério das Relações Exteriores, em 1956, Macedo Soares viu a nota de Café Filho sobre a desistência do Brasil no tratado e, aproveitando a visita do recém-eleito presidente boliviano ao Brasil, iniciou novos entendimentos no sentido de reatar o acordo. Naquele ano, assumiram a presidência de seus respectivos países, Juscelino Kubitschek, em janeiro, e Hernán Siles Zuazo, em agosto. Este último propôs, então, que os dois chanceleres se encontrassem na fronteira entre os dois países e discutissem o assunto. Daí resultaram os 31 documentos apontados anteriormente.
Ainda que a pedra de toque dos acordos firmados fosse o petróleo, havia outros compromissos firmados que compunham a totalidade dos entendimentos entre os dois países. Assim, um convênio cultural previa o intercâmbio de pessoas, informações e material educativo, professores, bolsistas e reconhecimento recíproco de diplomas universitários. No campo comercial, estimava-se o intercâmbio de artigos e gado, a instalação de uma agência do Banco do Brasil em La Paz, créditos para a borracha produzida na Bolívia e compra dessa borracha, além da abertura dos portos brasileiros (Belém, Manaus, Porto Velho, Corumbá e Santos) para circulação e operações comerciais do país vizinho. Ainda, o Brasil facilitaria a aquisição de terrenos para construção de armazéns em nosso território, bem como a instalação de telégrafo ligando Santa Cruz de la Sierra à Corumbá. Seria criada, também, uma comissão especial para estudar a construção da estrada de ferro ligando essas duas localidades, e o Brasil liberaria, imediatamente, oitocentos milhões de cruzeiros iniciais para a realização destes projetos.
Recebeu a crítica dos nacionalistas e de outros setores da sociedade brasileira, que classificaram os acordos de “entreguistas”. Isso porque o Brasil, ao rever um acordo firmado com a Bolívia em 1938 (gestões Getúlio Vargas e Germán Busch), acabou cedendo territórios, abrindo mão de garantias de dívida e perdendo na negociação que envolvia o petróleo.
Na época, essas medidas não foram examinadas pelo Congresso Nacional por serem notas reversais, isto é, notas que dispensam a aprovação do Legislativo. Mais tarde, em 1961, o ministro das Relações Exteriores, San Tiago Dantas, informou que submeteria quatro reversais ao exame do Congresso, visto que tratavam de assuntos que não deveriam estar em notas reversais, e que, pela sua magnitude, exigiam aprovação legislativa. Foram, enfim, ratificadas por decreto legislativo em 30/09/1968.

## O Acordo
Foi firmado no Rio de Janeiro, entre Brasil e Bolívia, em 25 de fevereiro de 1938, e foi ratificado pelo Brasil, em 5 de setembro, e promulgado em 5 de outubro do mesmo ano, através do Decreto nº 3.131, assinado pelo presidente Getúlio Vargas e o chanceler Osvaldo Aranha.
O governo brasileiro foi motivado pelo desencadeamento iminente da Segunda Guerra Mundial e as consequências nas áreas mundiais produtoras de petróleo, que poderiam afetar o suprimento do país. No momento da assinatura, no Rio de Janeiro, a junta militar de governo da Bolívia foi representada pelo ministro Alberto Ostría Gutierrez, e o Brasil, pelo chanceler Pimentel Brandão, que pouco tempo depois foi substituído por Osvaldo Aranha, quem assinou o decreto de ratificação.
Foram 11 artigos que propuseram determinadas obrigações:
1. "os governos dos dois países efetuariam sondagens topográficas e geológicas com o objetivo de verificar as reais potencialidades das jazidas petrolíferas da zona subandina boliviana;
2. os estudos seriam desenvolvidos por técnicos dos dois países interessados, que constituiriam uma comissão composta de geólogos, engenheiros, petrógrafos e topógrafos;
3. os governos do Brasil e da Bolívia seriam responsáveis pelo custeio das despesas relacionadas com o trabalho de campo executado, calculado na época em um milhão e meio de dólares;
4. as entidades beneficiadas com as pesquisas reembolsariam os governos brasileiro e boliviano;
5. para início dos trabalhos de sondagens, o Brasil adiantaria a cifra de 750 mil dólares;
6. a exploração da zona subandina teria de ser efetuada por sociedades mistas brasileiras e bolivianas;
7. às empresas mistas de procedência brasileira e boliviana seriam concedidos privilégios para a construção de oleodutos;
8. o Brasil se comprometeria a criar entidade autárquica de refinaria, meios de transportes e sistema de distribuição de derivados, dando preferência à compra do petróleo boloviano;
9. ambos os governos dariam, em seus territórios, garantias para o desenvolvimento de atividades industriais relacionadas com o aproveitamento do petróleo boliviano;
10. o Brasil daria livre trânsito, em seu território, ao petróleo boliviano destinado à exportação;
11. os dois países formalizavam compromissos para cumprimento dos ajustes constantes dos itens anteriores."[8]

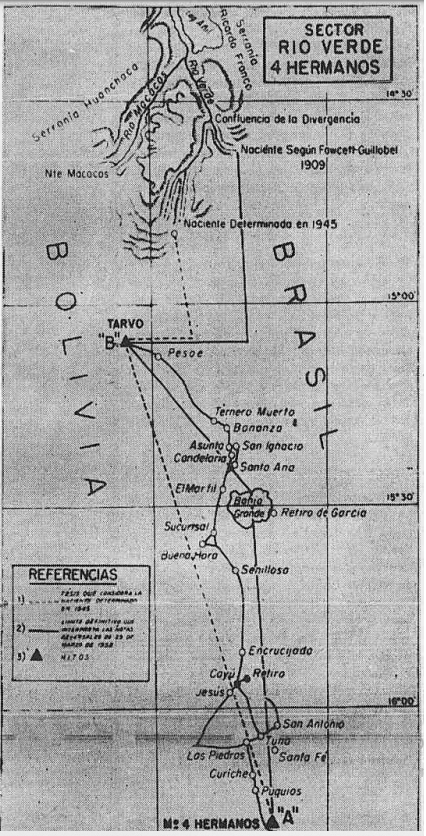
Mapa elaborado pelos bolivianos. A linha pontilhada mostra a fronteira de acordo com o Tratado de 1928 e as Reversais de 1941. A linha cheia é a criada pelos Acordos de Roboré. A área que existe entre uma e outra é a que o governo boliviano, sob as ordens de Henry Holland, ganhou.